# 大杉漣の漣ぽっ
『大杉漣の漣ぽっ』（おおすぎれんのれんぽっ）は、BSフジで2013年4月13日から2018年4月22日まで放送された旅バラエティ番組であり、大杉漣の冠番組。延べ放送回数63回。

## 概要
俳優の大杉漣が初めてのバラエティ番組に挑戦して、大杉がさまざまな街を「ゆる〜く」歩く旅バラエティ番組。
番組タイトルの『漣ぽっ』とは、大杉漣の散歩＝「漣歩」という意味、かつ大杉漣が街歩きを通していろいろな驚きや感動など、何かしら心が“ぽっ”とするような発見・体験をする＝「漣が“ぽっ”とする」という意味である。
番組では全編ロケ構成であり、映画やテレビドラマでは絶対に見られない「ゆる〜い」大杉であり、大杉が「気の向くまま」「あるがまま（大杉漣の座右の銘でもある）」に街を歩き、道すがら出会った人と気軽に話し、気になったものを買い、ご当地の料理を食べたり、琴線に触れた風景をカメラにおさめながら、時に自分史や思い出話も思わず語るのが魅力のひとつであった。
2013年4月13日放送開始、第1回は大杉の出身地である徳島県を散歩した。
日曜午後枠時代は『日曜ぶらり紀行』の一シリーズとして放送、以後も放送枠を変動しながら継続していた（参照）。
2018年1月3日（水曜日）にフジテレビにて番組初の地上波で特別番組として放送された（後述）。

### 大杉の死とその後
2018年2月21日、大杉が急死（66歳没）。死去後、前述の鎌倉編を追悼放送した後、4月8日より4月22日までの3週連続で『ありがとう大杉漣さん「大杉漣の漣ぽっ」』と題した総集編スペシャルを放送し、約5年間に亘る放送を終了した。
2018年9月27日、本番組のDVD-BOXが発売された（詳細は後述）。
2018年12月31日、鎌倉編を4K解像度版にてアンコール放送した。

## 出演者
- 大杉漣

## 放送時間
2013年4月13日 - 2014年1月4日
- 不定期（原則毎月昼・夕方に1回）

2014年2月16日 - 2015年3月29日
- 毎月1回日曜日 15:00 - 15:55

2015年4月2日 - 8月27日
- 毎月1回木曜日 19:00 - 19:55

2015年10月18日 - 2017年9月10日
- 毎月1回日曜日 17:00 - 17:55

2017年11月4日 - 2018年1月20日
- 毎月1回土曜日 17:00 - 17:55

## 放送リスト
（放送日時はBSフジに準拠）

## スペシャル版
- 『大杉漣の漣ぽっ 〜2018年は鎌倉を歩いて運気を上げよう!〜』[3][5]
放送局：フジテレビ
放送日時：2018年1月3日（水曜日）7:00 - 9:00（JST）
ゲスト：板谷由夏、勝村政信、要潤、田中要次、山崎まさよし[4][5]
2017年12月8日に収録[6][7]。4K製作。
  - BSフジでは2018年2月25日（日曜日）14:00 - 16:00に放送された。
なお、当初3月3日（土曜日）17:00 - 18:55に放送する予定だったが、大杉の急逝に伴い6日繰り上げて放送した。また、番組冒頭および最後に大杉追悼の旨をテロップで表示した[6][7]。
  - 2018年12月31日（月曜日）には14:00 - 16:00にはBSフジとBSフジ 4K（この年の12月1日開局）にて、4K解像度版でアンコール放送された。

- 『ありがとう大杉漣さん「大杉漣の漣ぽっ」』[9]
放送日時：2018年4月8日・4月15日・4月22日（日曜日）、17:00 - 17:55（JST）
大杉の急逝と突然の番組終了を惜しむファンからの、過去の放送をもう一度見たいという声に応え、特別版として3週連続で放送された。第1回放送の徳島編に始まり、上述の鎌倉SPを含む全60回にわたる放送の中から選んだ名場面（1週あたり20回分）を放送した。
番組内では大杉を追悼する旨のテロップ表示などは特になかったが、第3週の放送終了直前に、番組のDVD-BOX発売[11]が告知された。

## ネット局
| 放送対象地域 | 放送局  | 放送期間 | 放送日時                                                                           | 系列           | 備考                         |
| ------------ | ------- | --- | ---------------------------------------------------------------------------------- | -------------- | ---------------------------- |
| 全国         | BSフジ  | 2013年4月13日 - 2014年1月4日 2014年2月16日 - 2015年3月29日 2015年4月2日 - 8月27日 2015年10月18日 - 2017年9月10日 2017年11月4日 - 2018年1月20日（大杉逝去時点） | 不定期 日曜 15:00 - 15:55 木曜 19:00 - 19:55 日曜 17:00 - 17:55 土曜 17:00 - 17:55 | BSデジタル放送 | 制作局                       |
| 京都府       | KBS京都 | 2015年6月3日 - 不明 | 水曜 19:00 - 19:55                                                                 | 独立局         | プロ野球中継等により異なる。 |

補足
上記以外にも、収録地をエリアとするフジテレビ系列局で放送される場合がある。なお大杉の出身地である徳島県にはフジテレビ系列局がないため、徳島編は四国放送（JRT、日本テレビ系列）で放送された。

## スタッフ
第59回時点
- ナレーター：松原陽子
- 構成：今瀧博之
- CAM：川口宏樹
- VE：石田崇
- 編集：藤森裕太、飯村亜美
- MA：村尾博一
- 音響：坂間徹
- 技術協力：J-crew、G-Link Studio
- 衣装協力：bajra patagonia、CAMPER、Van Nuys
- 協力：各フジテレビ系列局
- 広報：藤田麻由子
- AD：佐野孝子
- AP：秋山晴美、小池明彦
- ディレクター：トッキー
- プロデューサー：上林昌嗣、大森慎司
- 制作協力：WOODSUP
- 制作著作：BSフジ

## DVD
2018年9月27日（大杉の誕生日）に、5枚組のDVD-BOXとして発売されている。発売元はBSフジで、販売元は産経新聞社。
収録内容は以下の通り。
DISC1『ありがとう大杉漣さん「大杉漣の漣ぽっ」 』前編
DISC2『ありがとう大杉漣さん「大杉漣の漣ぽっ」 』後編
DISC3「徳島県を散策」「鎌倉を散策」
DISC4「長崎を散策」「軽井沢を散策」
DISC5「オーストラリア（前編）」「姫路を散策」